# 貢の銭

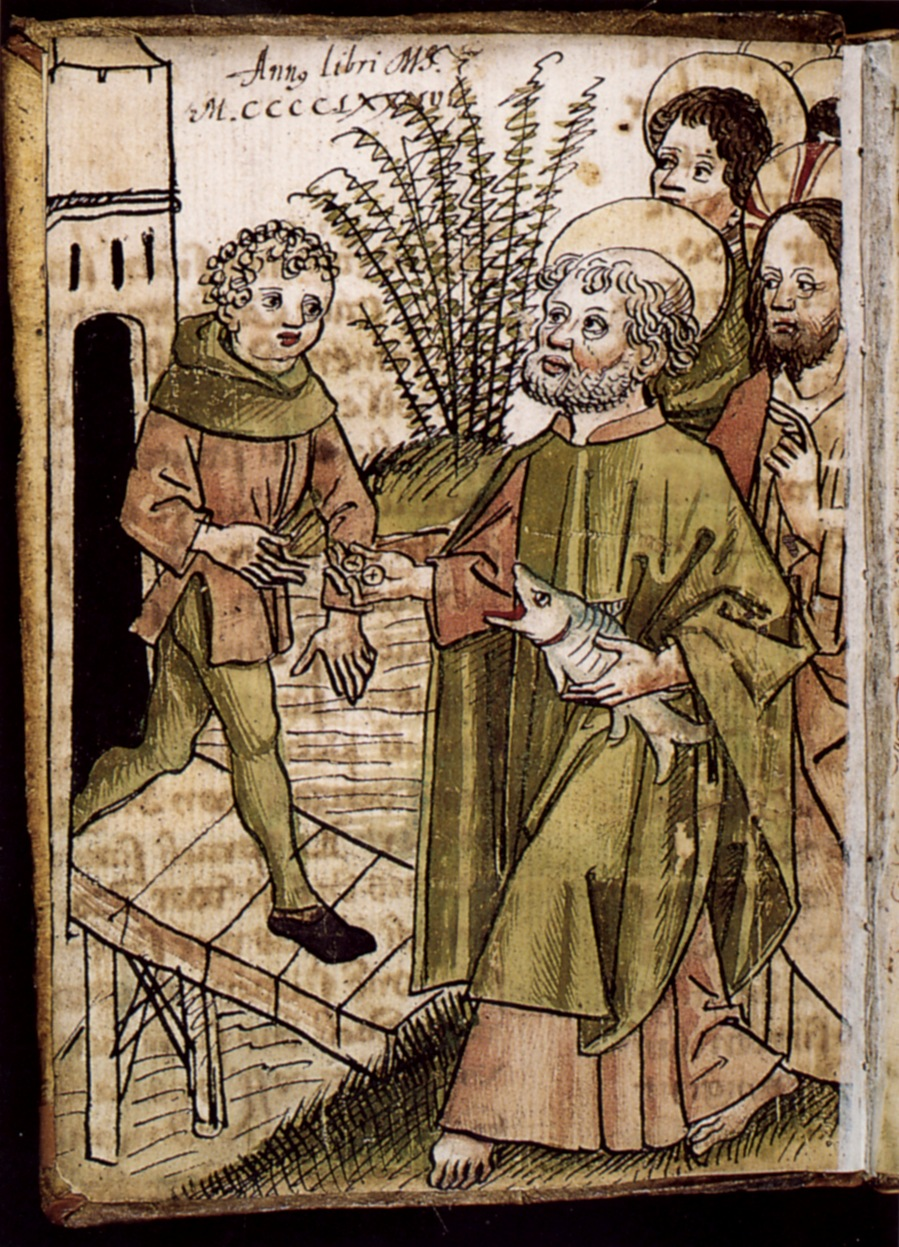
Augustin Tünger 魚から見つけた銀貨で神殿税を納める聖ペトロ（1486年）

『貢の銭』（みつぎのぜに、英語: Coin in the fish's mouth）はイエスの奇跡のひとつ。また、これを主題にした絵画作品。『マタイによる福音書』に登場し、神殿への税を支払うことが出来ない聖ペトロに対し、キリストが魚の口から銀貨を見つけるように説いたエピソードである。

## 概要
『マタイによる福音書』17章に登場する。

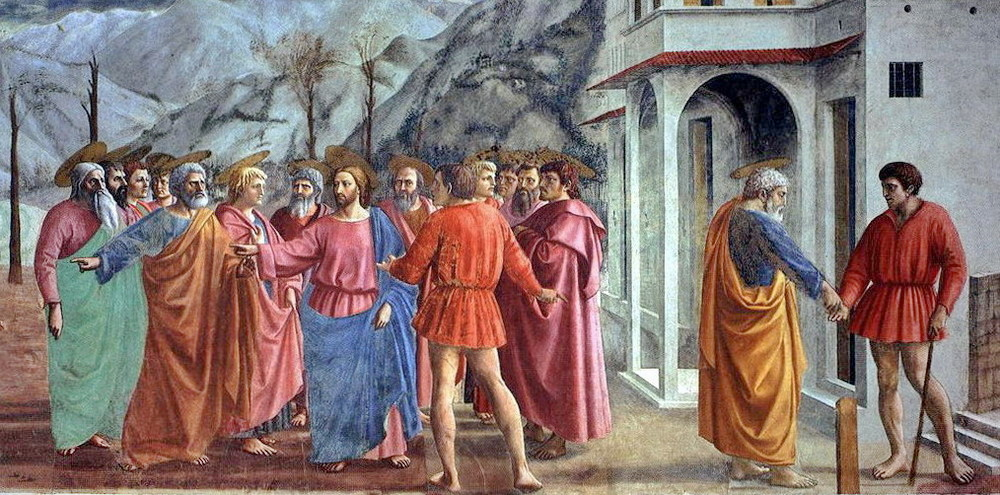
マサッチオのフレスコ画『貢の銭』（1420年代）。

このエピソードは、自身も収税吏だったマタイの福音書にしか記述されていない。クリスチャンが世俗的な権力を有することを正当化するために用いられる「皇帝のものは皇帝に、神のものは神に返しなさい」の言葉で有名な『マタイによる福音書』22章15節から22節のエピソードと関連付けて語られることも多い。
この時、ペトロがガリラヤ湖で釣り上げた魚はティラピアである。このことから、以来この魚は「セント・ピーターズ・フィッシュ」（聖ペトロの魚）と通称されるようになった。

## 呼称
各国で呼称にばらつきが見られる。例えば、英語では奇跡は「Coin in the fish's mouth」で美術用語は「The Tribute Money」と使い分けているが、日本語では両者とも「貢の銭」で統一されている。

## 芸術作品
マサッチオのフレスコ画『貢の銭』（ブランカッチ礼拝堂）がもっとも有名である。その他にも、ティツィアーノ・ヴェチェッリオ（アルテ・マイスター絵画館）やピーテル・パウル・ルーベンス（ファイン・アート・ミュージアム・オブ・サンフランシスコ）、ヤーコブ・ヨルダーンス（アムステルダム国立美術館）等多くの作品がある。

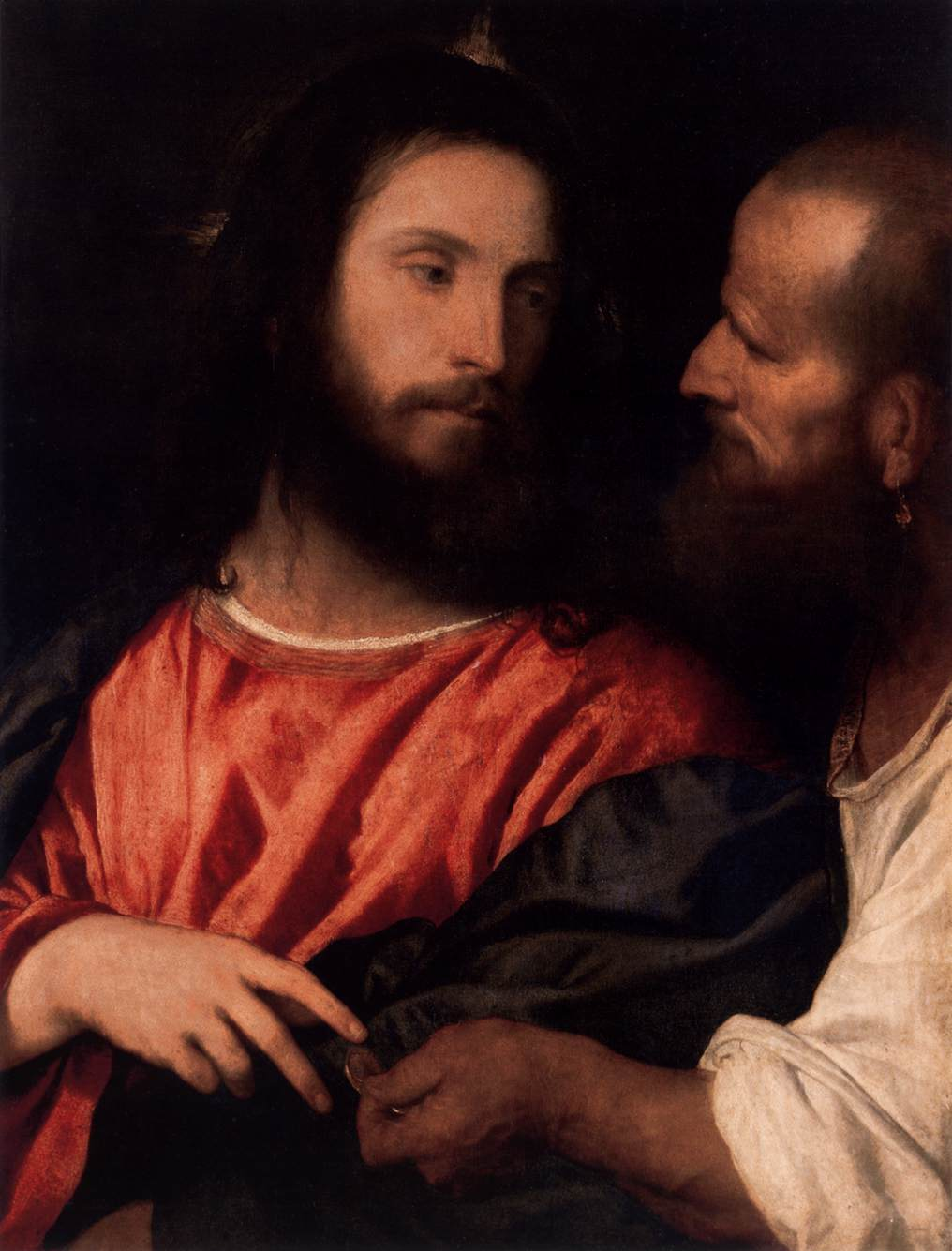
ティツィアーノ・ヴェチェッリオ 『貢の銭』(1516年)
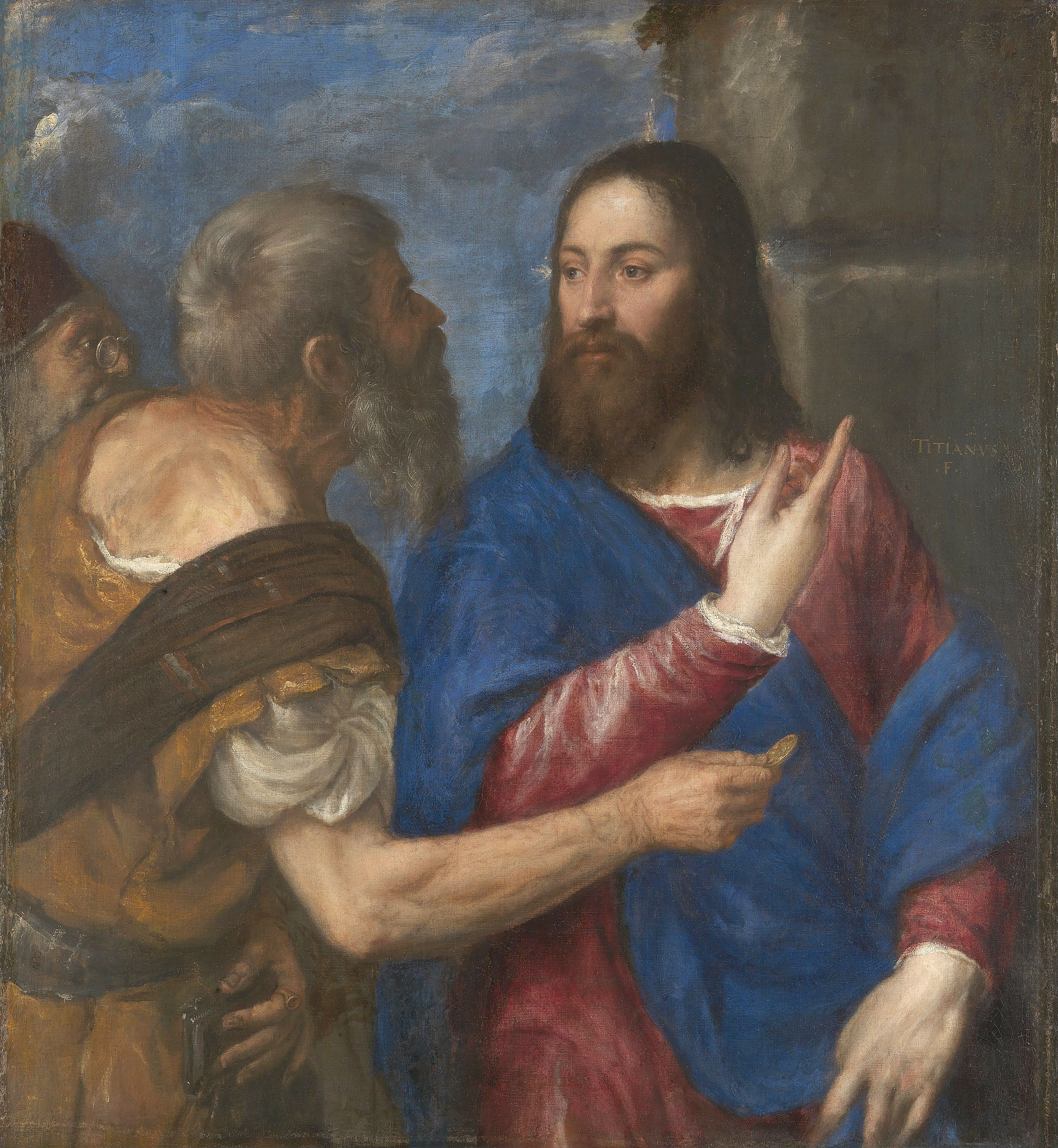
ティツィアーノ・ヴェチェッリオ 『貢の銭』(1540年)
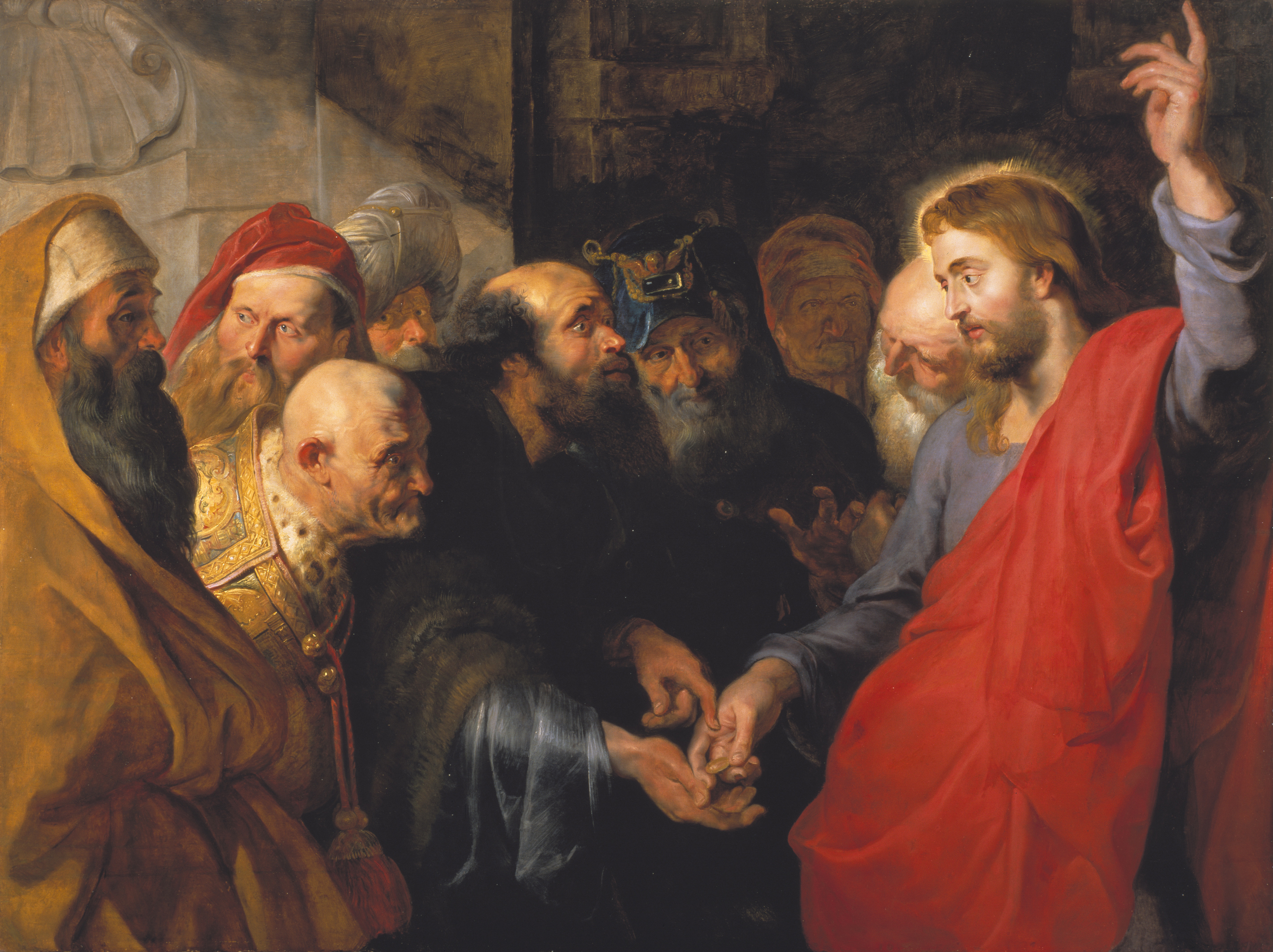
ピーテル・パウル・ルーベンス 『貢の銭』(1612年–1614年)
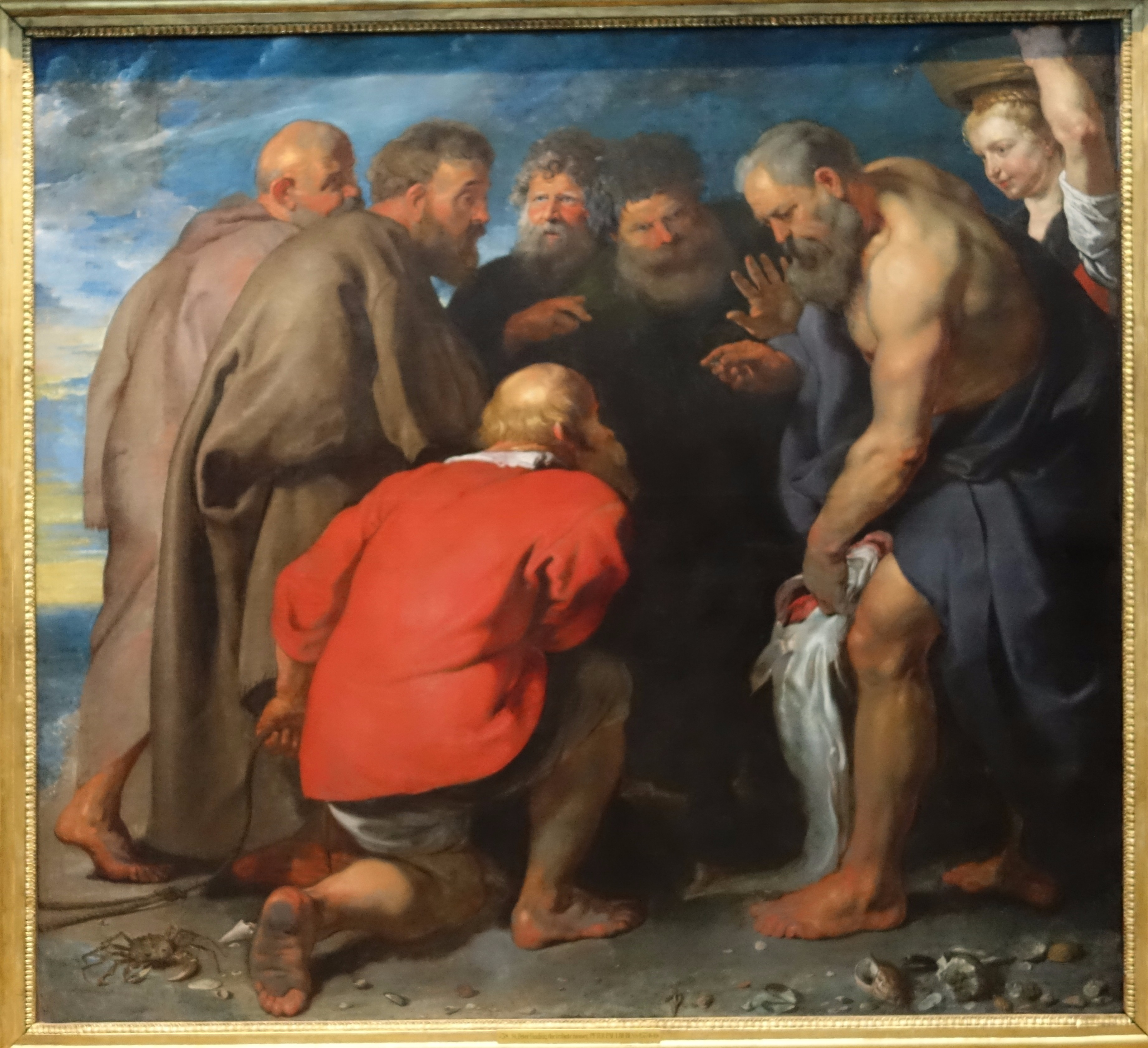
ピーテル・パウル・ルーベンス 『貢の銭を探す聖ペトロ』(1617年–1618年)
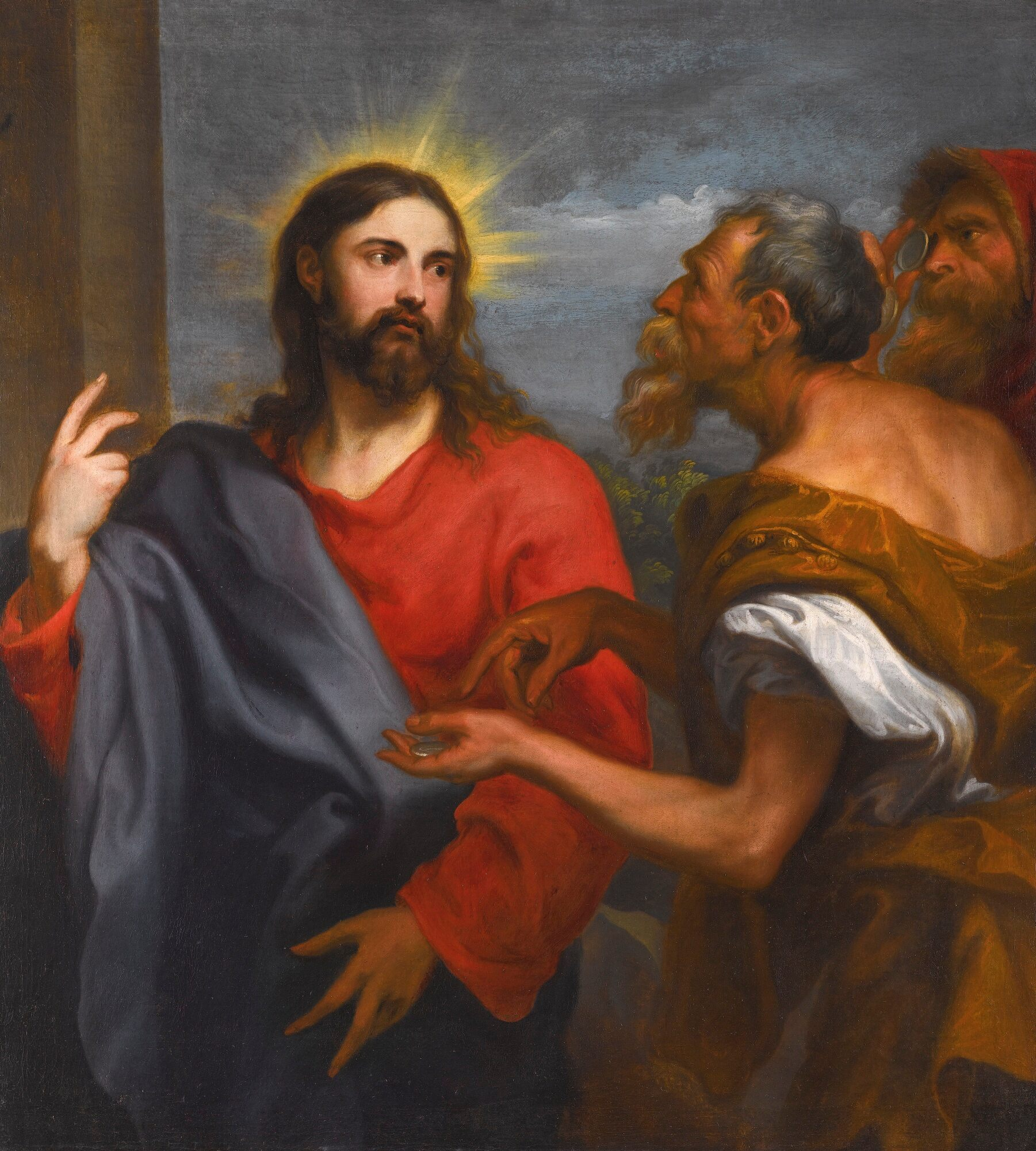
アンソニー・ヴァン・ダイク 『貢の銭』(1625年頃)
ヤーコブ・ヨルダーンス 『貢の銭を探す聖ペトロ』(1645年)
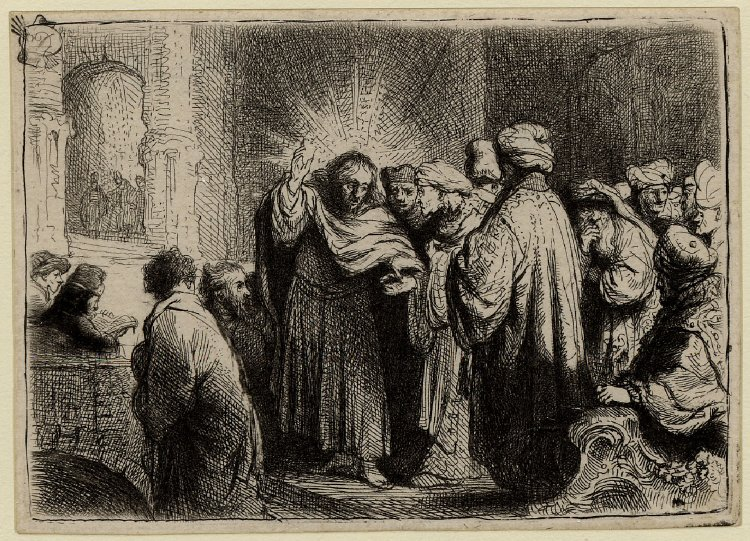
レンブラント・ファン・レイン 『貢の銭』（銅版画）(1635年頃)
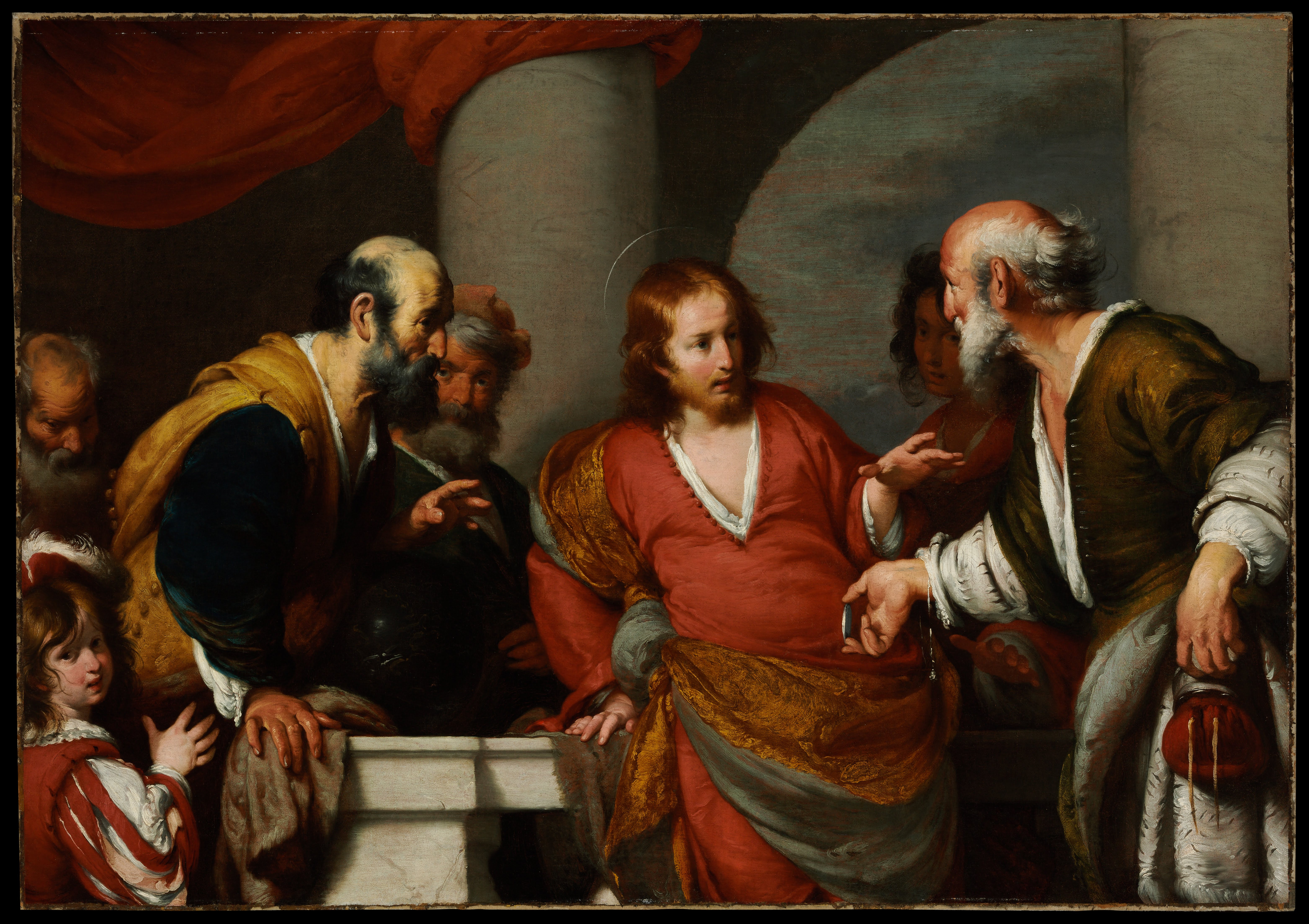
ベルナルド・ストロッツィ 『貢の銭』(1630年-1635年)
ヤーコプ・アドリアンスゾーン・バッケル 『貢の銭』(1630年代)